# Leotiaceae
Leotiaceae es una familia de hongos en el orden Leotiales. Las especies de esta familia son saprofitas, y poseen una amplia distribución, especialmente en regiones templadas. La familia contiene 7 géneros y 34 especies.